# Yordan Santa Cruz
Pour les articles homonymes, voir Santa Cruz.
Yordan Eduardo Santa Cruz Vera, né le 7 octobre 1993 à Reina, quartier de la ville de Cienfuegos, est un footballeur cubain qui évolue au poste de milieu de terrain.

## Biographie

### Carrière en club
Yordan Santa Cruz débute en 1re division cubaine au sein de l'équipe de sa ville natale, le FC Cienfuegos, lors du championnat 2009-2010. Pilier de cette équipe durant les années 2010, il est vice-champion de Cuba en 2015 avant d'être sacré trois ans plus tard au sein du FC Santiago de Cuba, club où il est prêté en 2018.
En mars 2019, il s'expatrie afin de jouer pour le Jarabacoa FC, club du championnat de République dominicaine.

### Carrière en sélection
Yordan Santa Cruz dispute avec l'équipe de Cuba U-20 le championnat de la CONCACAF en 2013, tournoi où les Cubains se hissent à la quatrième place, ce qui leur permet de prendre part à la Coupe du monde des moins de 20 ans, organisée en Turquie la même année. Lors du mondial junior, il joue deux matchs, contre le Nigeria et le Portugal. 
Il est ensuite convoqué l'année suivante en équipe A, à l'occasion d'un match amical face à l'Indonésie, le 29 mars 2014 et inscrit son premier but le 25 mars 2015, contre la République dominicaine.
Il se distingue durant les éliminatoires de la Gold Cup 2019, où il marque quatre buts en trois matchs disputés. Capitaine de la sélection de Cuba depuis août 2018, il abandonne l'équipe, à la surprise générale, après un match de Ligue des nations de la CONCACAF 2019-2020 contre le Canada à Toronto avec quatre de ses coéquipiers. 

#### Buts en sélection
| Buts en sélection de Yordan Santa Cruz | Buts en sélection de Yordan Santa Cruz | Buts en sélection de Yordan Santa Cruz                                  | Buts en sélection de Yordan Santa Cruz | Buts en sélection de Yordan Santa Cruz | Buts en sélection de Yordan Santa Cruz | Buts en sélection de Yordan Santa Cruz |
|                                        | Date                                   | Lieu                                                                    | Adversaire                             | Score                                  | Résultat                               | Compétition                            |
| -------------------------------------- | -------------------------------------- | ----------------------------------------------------------------------- | -------------------------------------- | -------------------------------------- | -------------------------------------- | -------------------------------------- |
| 1.                                     | 25 mars 2015                           | Estadio Cibao (en), Santiago de los Caballeros (République dominicaine) | République dominicaine                 | 0-2                                    | 0-3                                    | Amical                                 |
| 2.                                     | 22 mars 2018                           | Estadio Nacional de Fútbol de Nicaragua (es), Managua (Nicaragua)       | Nicaragua                              | 0-1                                    | 3-1                                    | Amical                                 |
| 3.                                     | 8 septembre 2018                       | Estadio Pedro Marrero, La Havane (Cuba)                                 | Îles Turques-et-Caïques                | 7-0                                    | 11-0                                   | QGC 2019                               |
| 4.                                     | 8 septembre 2018                       | Estadio Pedro Marrero, La Havane (Cuba)                                 | Îles Turques-et-Caïques                | 8-0                                    | 11-0                                   | QGC 2019                               |
| 5.                                     | 29 septembre 2018                      | Estadio Pedro Marrero, La Havane (Cuba)                                 | Îles Caïmans                           | ?-0                                    | 5-0                                    | Amical                                 |
| 6.                                     | 29 septembre 2018                      | Estadio Pedro Marrero, La Havane (Cuba)                                 | Îles Caïmans                           | ?-0                                    | 5-0                                    | Amical                                 |
| 7.                                     | 12 octobre 2018                        | Kirani James Athletic Stadium, Saint George's (Grenade)                 | Grenade                                | 0-2                                    | 0-2                                    | QGC 2019                               |
| 8.                                     | 17 novembre 2018                       | Estadio Pedro Marrero, La Havane (Cuba)                                 | République dominicaine                 | 1-0                                    | 1-0                                    | QGC 2019                               |

## Palmarès

### En club
- FC Santiago de Cuba
  - Champion de Cuba en 2018.

- FC Cienfuegos
  - Vice-champion de Cuba en 2015.

### En équipe nationale
- Cuba -21 ans
  - Médaille de bronze aux Jeux d'Amérique centrale et des Caraïbes de 2014.